# Distensão
Uma distensão ou estiramento muscular, caracteriza-se por um rompimento parcial ou completo de fibras ou feixes musculares, resultante de um esforço extremo realizado pelo músculo em questão. Junto com os feixes, são rompidos também capilares sanguíneos, resultando numa infiltração de sangue no local da lesão, formando posteriormente um hematoma. Em casos graves, onde muitos feixes são rompidos, o músculo pode sofrer uma ruptura analógica. As distensões são mais facilmente reconhecidas que as contraturas musculares, uma vez que a dor causada pela ruptura dos feixes é imediata, impossibilitando a continuidade do exercício. 

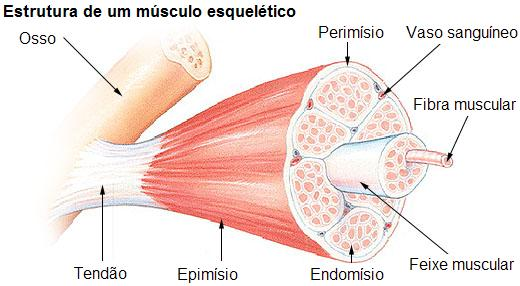
Estrutura de um músculo esquelético e suas membranas de tecido conjuntivo.

## Diagnóstico
O diagnóstico imediato é simples devido aos sintomas singulares, porém o nível da lesão só pode ser mensurado com exatidão através de uma ultrassom de partes moles, onde os hematomas serão identificados. Outra forma de diagnóstico é o exame sanguíneo, onde os níveis da enzima CPK (creatinofosfoquinase) indicarão se há ou não uma lesão não identificada pelos outros métodos.

## Tratamento
No caso de distensões musculares, recomenda-se procurar um médico ortopedista/ desportivo ou fisioterapeuta imediatamente após o ocorrido. Porém, como medida emergencial depois da lesão, gelo deve ser aplicado por cerca de 15 minutos, a fim de se evitar que a lesão tome maiores proporções com uma maior infiltração de sangue no músculo afetado.
O tratamento será inicialmente feito com medicamentos para dissolver os coágulos no músculo e cicatrizar suas fibras. O mesmo segue com fisioterapia, onde terapêuticas com ultrassom e laser são combinadas com alongamentos específicos visando recuperar as funções do músculo machucado. Ioga, Pilates ou musculação são utilizados posteriormente para promover o fortalecimento do músculo afetado, evitando novas lesões.
O retorno à prática desportiva é mais lento que nos casos de contratura, variando amplamente com o nível da lesão, e deve ser feito com bastante cautela.